# Ngư (họ)
Ngư là một họ của người châu Á. Họ này có ở Trung Quốc (chữ Hán: 魚, Bính âm: Yú) và Triều Tiên (Hangul: 어, Romaja quốc ngữ: Eo). Họ này đứng thứ 335 trong danh sách Bách gia tính. Họ Ngư là một trong những họ cổ của Trung Quốc, tuy nhiên đây không phải là họ thông thường ở đây. Còn tại Hàn Quốc, theo một cuộc thống kê được thực hiện vào năm 2015, họ này đứng vị trí 98 với 18,849 người mang họ này.

## Người Trung Quốc họ Ngư nổi tiếng
- Ngư Huyền Cơ, tài nữ trứ danh và là một kĩ nữ tuyệt sắc vào thời kì Vãn Đường trong lịch sử Trung Quốc.
- Ngư Câu La, tướng lĩnh triều Tùy.
- Ngư Triều Ân, hoạn quan nhà Đường trong lịch sử Trung Quốc.

## Người Hàn Quốc họ Ngư nổi tiếng
- Ryu Soo-young (Tên thật: Eo Nam-seon, Hán Việt: Ngư Nam Thiện), nam diễn viên Hàn Quốc.